# Сувајда (покрајина)
Сувајда (арап. السويداء‎ - Muḥāfaẓat as-Suwaydā) је покрајина на југу Сирије. Покрајина се на западу граничи са покрајином Дара, на југу са Јорданом, на истоку са Ираком, а на сјеверу са покрајинама Дамаск. Административно сједиште покрајине је град Сувајда.
Други већи градови су Салхад и Шахба.

## Окрузи покрајине
Окрузи носе имена по својим својим административним сједиштима, а покрајина Сувајда их има 3 и то су:
- Салхад
- Сувајда
- Шахба